# هومن جاوید
هومن جاوید، (متولد ٤ آبان ۱۳۵۲ در تهران) یک خواننده و بازیگر اهل ایران است.

## زندگی‌نامه
وی در رشته معماری تحصیل کرده است و دارای درجه کارشناسی ارشد معماری است. در آغاز راه، مبانی سلفژ و گیتار کلاسیک را بین سال‌های ۱۳۶۷ الی ۱۳۶۹ نزد بانو آلن غربی و بهداد مقدسی آموخت و با علاقه‌اش که بیشتر معطوف به خوانندگی بود، تمرین‌های انفرادی و گروهی در این خصوص را با بازخوانی آثار جهانی پاپ و جاز غربی و همچنین پاپ و فولکلور ایرانی ادامه داد تا سال ۱۳۷۸ که اولین بار صدایش با مجوز وزارت فرهنگ و ارشاد اسلامی در آلبوم «سایه خود» ساخته بابک امینی با دکلمه احمدرضا احمدی منتشر گردید و به خاطر سبک و سیاق خواندنش مورد توجه و تشویق محمد نوری قرار گرفت و از کمک و راهنمایی‌های وی بهره جست.
وی علاوه بر گروه موسیقی به نام و سرپرستی خودش سابقه همکاری با گروه‌های موسیقی «راز شب» (به سرپرستی رامین بهنا)، «ایلیا» (به سرپرستی فرمان فتحعلیان)، «رومی» (به سرپرستی پدرام درخشانی) و «دارکوب» (به سرپرستی همایون نصیری) را نیز دارا می‌باشد
صدای او در دنیای موسیقی فیلم و سریال در آثار آهنگسازانی چون مجید انتظامی، بهرام دهقانیار، رامین بهنا، بابک زرین و شهرام شعرباف و نویسندگان و کارگردانانی چون پوران درخشنده (فیلم عشق بدون مرز)، کمال تبریزی (سریال تلویزیونی دوران سرکشی) به گوش رسیده و در آثاری از علی شاه‌حاتمی و مهران مدیری به عنوان بازیگر ایفای نقش کرده است. وی اولین گروه موسیقی‌اش (جی بند) را سال ۱۳۸۷ به ثبت رساند.
جاوید دسامبر ۲۰۱۴ (آذرماه ۱۳۹۳) همراه با همسر و دو فرزندش به تورنتو کانادا مهاجرت نمود.

## آلبوم‌ها
از سال ۱۳۸۰ تا ۱۳۹۳ در بیش از ۳۰ کنسرت و اجرای زنده در تهران به صحنه رفته و پنج آلبوم موسیقی منتشر کرده است که عبارتنداز:
- سایه خود (کاری از بابک امینی)
- دار قالی (آلبوم گروه راز شب)
- زی بازی (با موسیقی رامین بهنا - هومن جاوید)
- روباه عاشق
- شاه ماهی (با موسیقی بابک زرین)

## بخشی از فیلمشناسی
- کولی (۱۳۸۱ بازیگر)
- عشق بدون مرز (۱۳۷۷ خواننده)